# رايلي غاردنر
رايلي غاردنر (بالإنجليزية: Riley Gardner)‏ هو عالم نفس أمريكي، ولد في 31 أكتوبر 1921 في ري هايتس في الولايات المتحدة، وتوفي في 23 أكتوبر 2007 في توبيكا في الولايات المتحدة.